# (100892) 1998 HM125
(100892) 1998 HM125 es un asteroide perteneciente al cinturón de asteroides, región del sistema solar que se encuentra entre las órbitas de Marte y Júpiter, descubierto el 23 de abril de 1998 por el equipo del Lincoln Near-Earth Asteroid Research desde el Laboratorio Lincoln, Socorro, Nuevo México, Estados Unidos.

## Designación y nombre
Designado provisionalmente como 1998 HM125. 

## Características orbitales
1998 HM125 está situado a una distancia media del Sol de 2,369 ua, pudiendo alejarse hasta 2,688 ua y acercarse hasta 2,050 ua. Su excentricidad es 0,134 y la inclinación orbital 6,927 grados. Emplea 1332,22 días en completar una órbita alrededor del Sol.

## Características físicas
La magnitud absoluta de 1998 HM125 es 16. 